# Apomys lubangensis
Apomys lubangensis (Heaney, Balete, Veluz, Steppan, Esslstyn, Pfeiffer & Rickart, 2014) è un roditore della famiglia dei Muridi endemico dell'isola di Lubang, nelle Filippine.

## Descrizione

### Dimensioni
Roditore di piccole dimensioni, con la lunghezza totale tra 278 e 310 mm, la lunghezza della coda tra 128 e 154 mm, la lunghezza del piede tra 38 e 42 mm, la lunghezza delle orecchie tra 22 e 27 mm e un peso fino a 128 g.

### Aspetto
Le parti dorsali sono marroni con dei riflessi grigiastri, mentre le parti ventrali sono bianche-grigiastre. La coda è più corta della testa e del corpo ed è dorsalmente nerastra e ricoperta di grosse scaglie. La pianta dei piedi è grigio scura e provvista si grossi cuscinetti chiari.

## Biologia

### Comportamento
È una specie terricola.

## Distribuzione e habitat
Questa specie è conosciuta soltanto sull'isola di Lubang, nella parte settentrionale dell'arcipelago delle Filippine.
Vive nelle foreste secondarie di pianura.

## Conservazione
Questa specie, essendo stata scoperta solo recentemente, non è stata sottoposta ancora a nessun criterio di conservazione.